# Catherine Anglade
Pour les articles homonymes, voir Anglade (homonymie).
Catherine Anglade, de son vrai nom Jacqueline Anglade (3 novembre 1929 à Paris - 4 juin 1994 à Paris)  est une actrice, réalisatrice et productrice de télévision.
Elle a épousé en 1967 Philippe Ragueneau.

## Filmographie

### Actrice
- 1961 : L'Éventail de Lady Windermere de François Gir : Lady Stufield
- 1962 : Font-aux-cabres (fresque dramatique de Félix Lope de Vega), téléfilm de Jean Kerchbron : la reine
- 1974 : Le Secret des Flamands, téléfilm de Robert Valey : la gouvernante

### Productrice de télévision (à partir de 1963)
- 1965-1973 : Sérieux s'abstenir
- 1969-1971 : L'invité du dimanche
- 1975-1980 : C'est pas sérieux

### Sources
- Les papiers personnels de Catherine Anglade et de son époux Philippe Ragueneau sont conservés aux  Archives nationales sous la cote 663AP (Archives nationales).